# 北アメリカ史
北アメリカ史とは、北米大陸の歴史である。
文化
アデナ文化前期ウッドランド文化
1000–300 BCE
ホープウェル文化後期ウッドランド文化
300 BCE – 700 CE
ミシシッピ文化
700–1600 CE
その他
クリストファー・コロンブスによる「発見」以前のネイティヴ・アメリカンの諸文化
国別
- アメリカ合衆国の歴史
- カナダの歴史